# Jean-Claude Abrioux
Jean-Claude Abrioux, né le 1er décembre 1931 à Aulnay-sous-Bois (Seine-et-Oise, actuellement Seine-Saint-Denis) et mort le 11 septembre 2011 dans la même ville, est un homme politique français.

## Biographie
Fils de dessinateur lithographe, Jean-Claude Abrioux n’a que 17 ans quand il entre à la SNCF en tant qu'élève d’exploitation à la gare d’Aubervilliers. La SNCF qu’il ne quittera plus jusqu’à sa retraite d’Inspecteur de première classe en 1983. Fidèle à sa profession, il le sera tout autant à sa ville. 
Suivant les traces de son oncle Pierre Abrioux qui fut premier maire adjoint sans étiquette au début des années 1960, Jean-Claude Abrioux se présente pour la première fois aux élections municipales en 1965 qu'il perdra avec 48 % des voix face au candidat Louis Solbès. Mais c'est en 1982 que Jean-Claude Abrioux connaîtra ses premiers succès politiques avec son élection au conseil général de la Seine-Saint-Denis dans une France pourtant marquée par l'accession de François Mitterrand à la présidence de la République. Moins d'un an plus tard, il s'empare des clefs de la mairie d'Aulnay dans un contexte électoral particulièrement agité, remportant l'élection municipale partielle des 6 et 13 novembre 1983. Il sera réélu à trois reprises en 1989, 1995 et 2001. 
Suppléant de Pierre Olmeta, candidat UDR-URP lors des élections législatives de 1973, il est candidat RPR en 1978 mais est sévèrement battu par Robert Ballanger, député depuis 1945. Lors du scrutin suivant, en 1981, il est à nouveau suppléant, cette fois-ci d'Alain Robert.
En 1986, il se présente en sixième position sur la liste RPR conduite par Robert Pandraud mais il n'est pas élu, la liste Pandraud obtenant seulement 3 sièges. Avec le retour du scrutin par circonscription en 1988, il est candidat du parti gaulliste dans la 10e circonscription : s'il vire en tête au premier tour, il est défait au second par le socialiste Jacques Delhy.
C'est lors de la « vague bleue » de 1993 qu'il parvient à se faire élire à l'Assemblée nationale. Arrivé en tête lors du premier tour, avec 28,85 % des suffrages, il affronte le dimanche suivant la candidate du Front national – le député socialiste sortant ayant été éliminé – qu'il bat largement. Il siège alors dans le groupe RPR.
Réélu en 1997 dans une triangulaire, il est à nouveau reconduit dans ses fonctions le 16 juin 2002, pour la XIIe législature (2002-2007), toujours dans la 10e circonscription. 
Membre du groupe UMP, il soutient la candidature aux législatives 2007 du sénateur Philippe Dallier, dissident de l'UMP, son suppléant lorsqu'il était député, contre le maire d'Aulnay-sous-Bois Gérard Gaudron qui, lui, est le candidat officiel de l'UMP aux législatives 2007 et qui est finalement élu.
Il adhère au Parti radical valoisien en novembre 2009.
Jean-Claude Abrioux décède le 11 septembre 2011 à la clinique d'Aulnay-sous-Bois et est inhumé au cimetière ancien de la ville.

## Détail des fonctions et des mandats
Mandat parlementaire
- 2 avril 1993 - 19 juin 2007 : député de la 10e circonscription de la Seine-Saint-Denis

Mandats locaux
- 1982 - 1993[3] : conseiller général du canton d'Aulnay-sous-Bois-Sud
- 13 novembre 1983 - 9 mars 2003 : maire d'Aulnay-sous-Bois
  - Il confie son mandat à son premier adjoint Gérard Gaudron à la suite du décès de sa femme Monique Abrioux née Pelaud survenu le 27 août 2001.
- 2003 - 2008 : membre du conseil municipal d'Aulnay-sous-Bois

## Décoration
- Chevalier de la Légion d'honneur (2009)
- Médaille de la jeunesse, des sports et de l'engagement associatif, or